# Det sagde hun også i går
"Det sagde hun også i går" er et populært lummer humoristisk dansk udtryk.
Udtrykket anvendes oftes i samtaler. 
Det har været så udbredt at det nærmer sig en kliché. [kilde mangler]

## Eksempler
- Eksempel 1: X siger om eksempelvis en banan: "Nej, hvor er den lille og deform.", hvortil Y svarer: "Det sagde hun også i går". I eksemplet antyder Y at X dagen forinden havde været sammen med en kvinde, der om X's penis mente, at den var lille og deform.

- Eksempel 2: X siger eksempelvis under en vandkamp: "Ej, du må ikke sprøjte mig i ansigtet", hvortil Y svarer "Det sagde hun også i går!". I eksemplet antyder Y at Y dagen før har haft seksuelt samkvem med en kvinde som under "akten" har fremført førnævnte sætninger

Sætninger bliver opfattet forskelligt i forskellige kredse og nogle steder er eksempel 1 typisk gældende og i andre kredse er det typisk eksempel 2 som er gældende.

## Oprindelse
Udtrykkets oprindelse går tilbage til Tom McEwan som sagde det mange gange i den danske film fra 1980: "Kaptajn Klyde og hans venner vender tilbage", men det har blandt andet været brugt i The Julekalender, The Office og som et tilbagevendende segment i radiosketch-serien Gramsespektrum.[kilde mangler]
I USA bruges sætningen "That's what she said!" (Oversat: Det var det hun sagde) i samme type situationer hvor sætningen her bliver brugt. I England siges der i lignende situationer "Said the actress to the bishop", eller "...as the actress said to the bishop" (Oversat: Sagde skuespillerinden til biskoppen).
Det engelske udtryk menes at stamme fra 1700-tallet, og DRs Spørgehjørnet mener at det danske udtryk har oprindelse fra det engelske.
På dansk høres også varianten "som nonnen sagde til sømanden", for eksempel "Den ligger godt i hånden, som nonnen sagde til sømanden".

## Henvisning
1. ↑  Rasmus Bo Sørensen, Kristian Villesen (24. juni 2011). "Det sagde hun også i går..." Information. Arkiveret fra originalen 8. august 2011. Hentet 3. juli 2011.
2. ↑  Jens Michael Nielsen og Cecilia Flagstad (15. oktober 2009). "Det sagde hun også i går". Arkiveret fra originalen 18. oktober 2009. Hentet 27. juni 2012.
3. ↑  Googlesøgning, "som nonnen sagde til sømanden"